# باربرا ستار
باربرا ستار (بالإنجليزية: Barbara Starr)‏ هي صحفية أمريكية، ولدت في 11 سبتمبر 1938.